# Dubenec (ort i Tjeckien, Hradec Králové)
Dubenec är en ort i Tjeckien.   Den ligger i distriktet Okres Trutnov och regionen Hradec Králové, i den centrala delen av landet, 100 km öster om huvudstaden Prag. Dubenec ligger 297 meter över havet och antalet invånare är 689.
Terrängen runt Dubenec är platt söderut, men norrut är den kuperad. Runt Dubenec är det ganska tätbefolkat, med 86 invånare per kvadratkilometer. Närmaste större samhälle är Hradec Králové, 18,9 km söder om Dubenec. Trakten runt Dubenec består till största delen av jordbruksmark.